# Christophe Le Mével

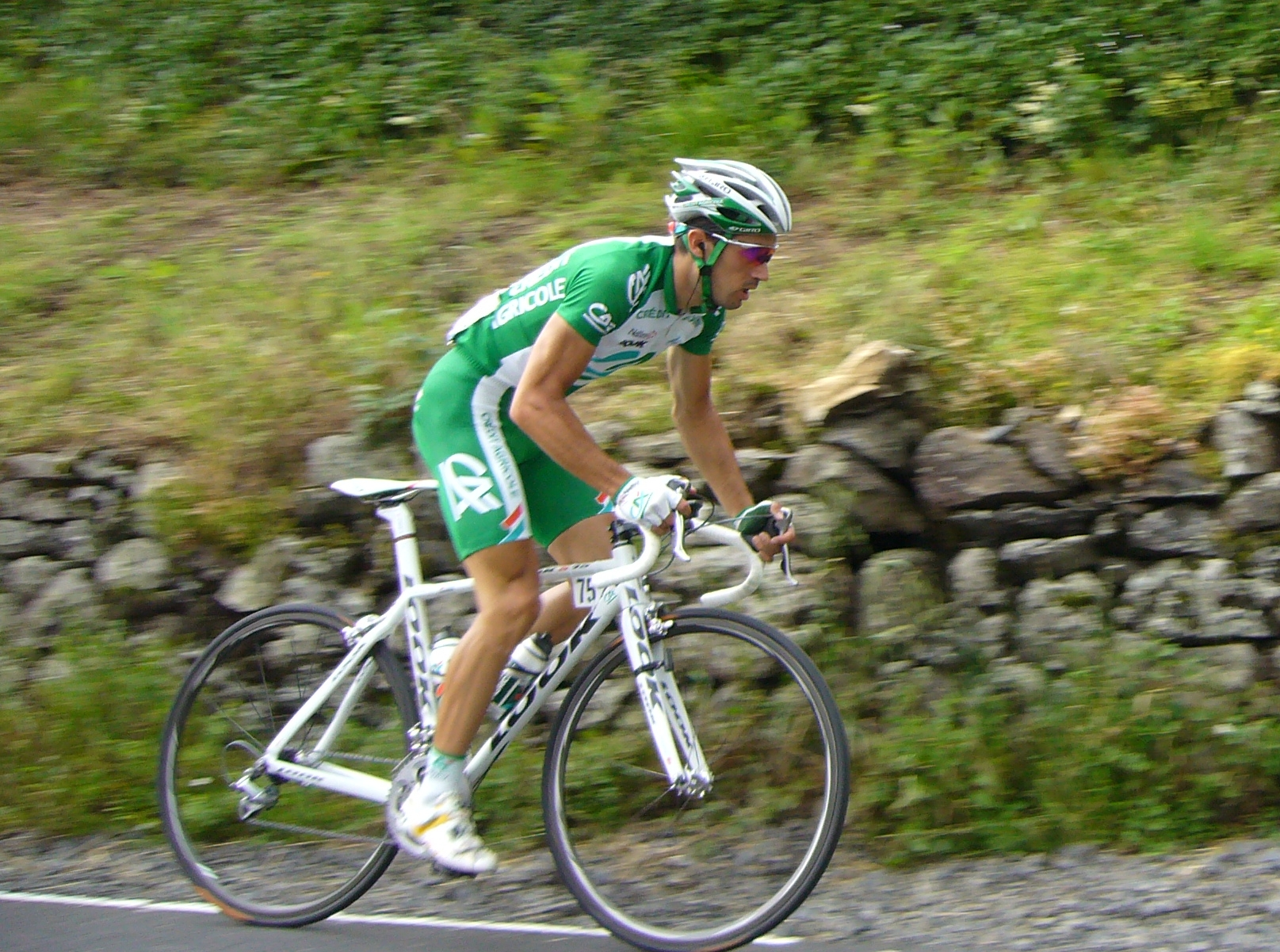
Christophe Le Mével 2007

Christophe Le Mével (* 11. September 1980 in Lannion) ist ein ehemaliger französischer Radrennfahrer.

## Karriere
Le Mével wurde 2002 Profi bei Crédit Agricole.
2005 gewann Le Mével beim Giro d’Italia die 16. Etappe, nachdem er sich durch eine Attacke 1.500 m vor dem Ziel aus einer fünfköpfigen Ausreißergruppe absetzte und beendete die Rundfahrt als 26. im Gesamtklassement.
2009 wechselte er zu Française des Jeux, und wurde völlig überraschend Zehnter in der Gesamtwertung der Tour de France 2009. Im Oktober 2012 rückte er nachträglich nach einer Entscheidung der UCI durch die Disqualifikation von Lance Armstrong auf den neunten Platz.
Im Jahr 2011 wurde Le Mevel Neunter bei der Flèche Wallonne und 2012 Vierter bei der Clásica San Sebastián.
Nach Ablauf der Saison 2014 beendete Le Mevel seine Karriere als Radprofi.

## Erfolge
2001
- Gesamtwertung Ronde de l’Isard

2005
- eine Etappe Giro d’Italia

2010
- Gesamtwertung und eine Etappe Tour du Haut-Var

## Teams
- 2002–2008 Crédit Agricole
- 2009–2010 Française des Jeux
- ab Juli 2010 FDJ
- 2011 Team Garmin-Cervélo
- 2012 Garmin-Sharp
- 2013 Cofidis, Solutions Crédits
- 2014 Cofidis, Solutions Crédits